# Daniel Montenegro
Daniel Gastón Montenegro (ur. 28 marca 1979 w Buenos Aires) – argentyński piłkarz występujący na pozycji ofensywnego pomocnika.

## Kariera klubowa
Montenegro profesjonalną karierę rozpoczynał w pierwszoligowym klubie CA Huracán. W debiutanckim sezonie 1996/1997 rozegrał tam 12 spotkań i zdobył 2 bramki. Od początku następnego stał się podstawowym graczem Huracánu. Spędził tam jeszcze dwa sezony. W sezonie 1998/1999 spadł z Huracánem do drugiej ligi, po czym odszedł z klubu.
W połowie 1999 roku przeszedł do francuskiego Olympique Marsylia. W Ligue 1 zadebiutował 6 listopada 1999 w zremisowanym 1:1 spotkaniu z AS Monaco. W barwach Olympique wystąpił pięciu ligowych meczach i strzelił jednego gola, po czym w styczniu 2000 został wypożyczony do argentyńskiego CA Independiente. Po sezonie 1999/2000 wrócił do Marsylii, gdzie w następnym sezonie rozegrał jedno ligowe spotkanie, a potem na cały sezon 2000/2001 został wypożyczony do hiszpańskiego Realu Saragossa. W 2001 roku zdobył z tym klubem Puchar Hiszpanii. Sezon 2001/2002 spędził na wypożyczeniach w Osasunie oraz Huracánie.
Latem 2002 po wygaśnięciu kontraktu z Olympique, powrócił do CA Independiente, którego barwy reprezentował przez jeden sezon. Z klubem wygrał Torneo Apertura. W sumie rozegrał tam 37 ligowych spotkań, w których strzelił 7 goli.
W 2003 roku przeszedł do CA River Plate. Pierwszy występ zanotował tam 3 sierpnia 2003 w wygranym 2-1 pojedynku z Nuevą Chciago. W 2004 roku wygrał z River Plate rozgrywki Torneo Clausura. Potem odszedł z klubu. Łącznie wystąpił tam 30 meczach i zdobył 5 bramek.
W 2004 roku podpisał kontrakt z rosyjskim Saturnem Ramienskoje. W tym klubie spędził dwa sezony. W tym czasie zagrał tam 24 razy i strzelił 2 gole. W 2005 roku na zasadzie wypożyczenia powrócił do River Plate. Tam grał przez kolejny rok. W 2006 roku po raz trzeci w karierze został zawodnikiem CA Independiente. W 2009 roku za sumę 3,6 miliona euro odszedł do meksykańskiej Amériki. Następnie występował w CA Independiente oraz Huracánie. W 2018 roku zakończył karierę.

## Kariera reprezentacyjna
W reprezentacji Argentyny Montenegro zadebiutował 18 kwietnia 2007 w zremisowanym 0:0 towarzyskim meczu z Chile. Oprócz tego, zagrał jeszcze w dwóch spotkaniach w drużynie narodowej.